# Serie A1 2001-2002 (pallavolo femminile)
La Serie A1 italiana di pallavolo femminile 2001-2002 si è svolta dal 28 ottobre 2001 al 12 maggio 2002: al torneo hanno partecipato dodici squadre di club italiane e la vittoria finale è andata per la quinta volta al Volley Bergamo.

## Regolamento

### Formula
Le squadre hanno disputato un girone all'italiana, con gare di andata e ritorno, per un totale di ventidue giornate; al termine della regular season:
- Le prime otto classificate hanno acceduto ai play-off scudetto, strutturati in quarti di finale, semifinali, entrambe giocate al meglio di due vittorie su tre gare, e finale, giocata al meglio di tre vittorie su cinque gare.
- Le tre sconfitte ai quarti di finale dei play-off scudetto peggio classificate durante la regular season e la nona classificata hanno acceduto ai play-off Coppa CEV, strutturati in semifinali e finale, entrambe giocate al meglio di due vittorie su tre gare: la vincitrice si è qualificata per la Coppa CEV.
- Le ultime due classificate sono retrocesse in Serie A2.

### Criteri di classifica
Se il risultato finale è stato di 3-0 o 3-1 sono stati assegnati 3 punti alla squadra vincente e 0 a quella sconfitta, se il risultato finale è stato di 3-2 sono stati assegnati 2 punti alla squadra vincente e 1 a quella sconfitta.
L'ordine del posizionamento in classifica è stato definito in base a:
- Punti;
- Numero di partite vinte;
- Ratio dei set vinti/persi;
- Ratio dei punti realizzati/subiti.

## Squadre partecipanti
Al campionato di Serie A1 2001-02 hanno partecipato dodici squadre: quelle neopromosse dalla Serie A2 sono state il Giannino Pieralisi Volley, vincitrice del campionato, e l'AGIL Volley, vincitrice dei play-off promozione; una squadra che ha avuto il diritto di partecipazione, ossia il Centro Ester Pallavolo, ha rinunciato all'iscrizione: al suo posto è stata ripescata la Pallavolo Palermo.
| Club                   | Città              | Palazzetto                         | Stagione precedente                            |
| ---------------------- | ------------------ | ---------------------------------- | ---------------------------------------------- |
| Bergamo                | Bergamo            | PalaNorda Bergamo                  | 3ª in Serie A1; Finale play-off scudetto       |
| Romanelli              | Firenze            | Palazzetto dello Sport Firenze     | 7ª in Serie A1; Semifinali play-off Coppa CEV  |
| Imola                  | Imola              | PalaRuggi Imola                    | 8ª in Serie A1; Semifinali play-off Coppa CEV  |
| Giannino Pieralisi     | Jesi               | PalaTriccoli Jesi                  | 1ª in Serie A2                                 |
| Modena                 | Modena             | PalaPanini Modena                  | 4ª in Serie A1; Semifinali play-off scudetto   |
| Asystel                | Novara             | PalaDalLago Novara                 | 2ª in Serie A2; Vincitrice play-off promozione |
| Palermo                | Palermo            | PalaUditore Palermo                | 10ª in Serie A1; 3ª play-out                   |
| Sirio Perugia          | Perugia            | PalaEvangelisti Perugia            | 6ª in Serie A1; Finale play-off Coppa CEV      |
| Olimpia Ravenna        | Ravenna            | PalaDeAndrè Ravenna                | 2ª in Serie A1; Semifinali play-off scudetto   |
| Virtus Reggio Calabria | Reggio Calabria    | PalaPentimele Reggio Calabria      | 1ª in Serie A1; Campione d'Italia              |
| Reggio Emilia          | Reggio nell'Emilia | PalaBigi Reggio nell'Emilia        | 11ª in Serie A1; 2ª play-out                   |
| Vicenza                | Vicenza            | Palasport Città di Vicenza Vicenza | 5ª in Serie A1; Vincitrice play-off Coppa CEV  |

## Torneo

### Regular season

#### Risultati
| Prima giornata |                               |     |                                   |
|                |                               |     |                                   |
| 28-10          | Reggio Emilia-Reggio Calabria | 2-3 | 25-21, 19-25, 23-25, 25-20, 11-15 |
| 28-10          | Palermo-Ravenna               | 3-0 | 25-23, 25-17, 25-21               |
| 28-10          | Imola-Bergamo                 | 0-3 | 18-25, 12-25, 10-25               |
| 28-10          | Firenze-Modena                | 1-3 | 33-31, 20-25, 18-25, 31-33        |
| 28-10          | Perugia-Novara                | 3-1 | 26-24, 23-25, 25-20, 25-15        |
| 28-10          | Vicenza-Jesi                  | 3-2 | 25-23, 24-26, 25-18, 25-27, 18-16 |

| Seconda giornata |                         |     |                                   |
|                  |                         |     |                                   |
| 01-11            | Modena-Palermo          | 3-2 | 22-25, 21-25, 25-23, 25-16, 15-9  |
| 01-11            | Reggio Calabria-Firenze | 3-0 | 25-16, 25-21, 32-30               |
| 01-11            | Ravenna-Perugia         | 3-0 | 25-21, 25-20, 25-23               |
| 01-11            | Bergamo-Reggio Emilia   | 3-2 | 25-22, 25-20, 23-25, 20-25, 16-14 |
| 01-11            | Novara-Vicenza          | 3-2 | 25-23, 20-25, 20-25, 25-23, 15-11 |
| 31-10            | Jesi-Imola              | 3-0 | 25-18, 25-22, 25-19               |

| Terza giornata |                         |     |                                   |
|                |                         |     |                                   |
| 04-11          | Bergamo-Novara          | 3-0 | 25-23, 25-15, 25-19               |
| 04-11          | Reggio Calabria-Vicenza | 3-1 | 22-25, 25-21, 25-21, 25-23        |
| 04-11          | Ravenna-Imola           | 3-0 | 25-16, 25-18, 25-23               |
| 04-11          | Reggio Emilia-Jesi      | 2-3 | 28-30, 25-23, 19-25, 25-19, 12-15 |
| 04-11          | Perugia-Modena          | 2-3 | 25-19, 15-25, 18-25, 30-28, 12-15 |
| 04-11          | Firenze-Palermo         | 3-1 | 25-22, 22-25, 25-21, 25-22        |

| Quarta giornata |                         |     |                                   |
|                 |                         |     |                                   |
| 25-11           | Novara-Ravenna          | 2-3 | 20-25, 25-19, 25-23, 22-25, 11-15 |
| 25-11           | Palermo-Jesi            | 1-3 | 25-27, 16-25, 25-20, 17-25        |
| 24-11           | Modena-Bergamo          | 2-3 | 25-23, 24-26 25-23 20-25, 7-15    |
| 25-11           | Perugia-Reggio Calabria | 1-3 | 26-24, 24-26, 22-25, 18-25        |
| 25-11           | Vicenza-Reggio Emilia   | 3-2 | 25-19, 20-25, 25-19, 19-25, 15-8  |
| 25-11           | Imola-Firenze           | 3-1 | 21-25, 25-21, 25-20, 25-18        |

| Quinta giornata |                         |     |                                   |
|                 |                         |     |                                   |
| 28-11           | Reggio Calabria-Palermo | 3-0 | 25-23, 25-15, 25-22               |
| 28-11           | Jesi-Modena             | 0-3 | 23-25, 18-25, 17-25               |
| 28-11           | Reggio Emilia-Perugia   | 0-3 | 22-25, 22-25, 17-25               |
| 28-11           | Ravenna-Firenze         | 3-2 | 13-25, 25-20, 19-25, 25-17, 15-12 |
| 28-11           | Bergamo-Vicenza         | 0-3 | 18-25, 23-25, 21-25               |
| 28-11           | Novara-Imola            | 3-0 | 25-12, 25-20, 25-22               |

| Sesta giornata |                       |     |                                   |
|                |                       |     |                                   |
| 02-12          | Vicenza-Ravenna       | 2-3 | 25-19, 22-25, 27-29, 26-24, 13-15 |
| 05-12          | Modena-Reggio Emilia  | 3-0 | 25-17, 25-14, 25-12               |
| 01-12          | Jesi-Bergamo          | 0-3 | 23-25, 20-25, 22-25               |
| 02-12          | Palermo-Novara        | 0-3 | 19-25, 22-25, 23-25               |
| 02-12          | Imola-Reggio Calabria | 3-2 | 19-25, 25-22, 14-25, 25-23, 15-12 |
| 02-12          | Firenze-Perugia       | 3-0 | 25-17, 25-22, 25-23               |

| Settima giornata |                      |     |                                   |
|                  |                      |     |                                   |
| 09-12            | Ravenna-Modena       | 3-2 | 25-23, 16-25, 23-25, 29-27, 17-15 |
| 09-12            | Perugia-Vicenza      | 3-2 | 20-25, 25-22, 23-25, 25-19, 15-12 |
| 09-12            | Reggio Calabria-Jesi | 0-3 | 16-25, 21-25, 21-25               |
| 09-12            | Bergamo-Palermo      | 3-1 | 25-17, 25-14, 20-25, 25-19        |
| 08-12            | Novara-Firenze       | 3-0 | 25-19, 25-21, 25-15               |
| 09-12            | Reggio Emilia-Imola  | 3-1 | 22-25, 25-21, 25-18, 26-24        |

| Ottava giornata |                         |     |                                   |
|                 |                         |     |                                   |
| 16-12           | Bergamo-Reggio Calabria | 3-0 | 25-21, 25-18, 25-17               |
| 16-12           | Modena-Novara           | 1-3 | 25-22, 18-25, 42-44, 19-25        |
| 15-12           | Jesi-Ravenna            | 2-3 | 21-25, 23-25, 25-22, 25-22, 10-15 |
| 16-12           | Imola-Vicenza           | 1-3 | 25-17, 14-25, 20-25, 21-25        |
| 16-12           | Palermo-Perugia         | 3-2 | 25-22, 25-22, 11-25, 21-25, 15-11 |
| 16-12           | Firenze-Reggio Emilia   | 3-0 | 25-21, 25-23, 25-19               |

| Nona giornata |                        |     |                                   |
|               |                        |     |                                   |
| 22-12         | Ravenna-Bergamo        | 0-3 | 20-25, 23-25, 23-25               |
| 22-12         | Reggio Calabria-Modena | 1-3 | 25-15, 23-25, 22-25, 19-25        |
| 23-12         | Novara-Jesi            | 3-0 | 25-20, 25-17, 25-18               |
| 23-12         | Vicenza-Firenze        | 3-1 | 30-28, 25-22, 24-26, 25-23        |
| 23-12         | Perugia-Imola          | 3-0 | 25-14, 25-17, 25-20               |
| 23-12         | Reggio Emilia-Palermo  | 3-2 | 23-25, 25-17, 23-25, 25-19, 17-15 |

| Decima giornata |                        |     |                                   |
|                 |                        |     |                                   |
| 06-01           | Novara-Reggio Calabria | 3-0 | 25-20, 25-21, 25-19               |
| 05-01           | Ravenna-Reggio Emilia  | 3-2 | 25-23, 18-25, 25-23, 14-25, 15-10 |
| 06-01           | Bergamo-Perugia        | 3-1 | 25-20, 21-25, 31-29, 31-29        |
| 06-01           | Jesi-Firenze           | 3-0 | 25-20, 25-23, 25-15               |
| 06-01           | Modena-Vicenza         | 3-0 | 25-17, 25-17, 25-17               |
| 06-01           | Palermo-Imola          | 3-0 | 25-17, 26-24, 25-22               |

| Undicesima giornata |                         |     |                                   |
|                     |                         |     |                                   |
| 12-01               | Reggio Calabria-Ravenna | 3-2 | 23-25, 25-20, 25-22, 16-25, 15-13 |
| 13-01               | Firenze-Bergamo         | 0-3 | 20-25, 21-25, 22-25               |
| 12-01               | Reggio Emilia-Novara    | 1-3 | 13-25, 23-25, 25-16, 16-25        |
| 13-01               | Perugia-Jesi            | 3-0 | 25-23, 25-22, 25-18               |
| 13-01               | Imola-Modena            | 0-3 | 22-25, 23-25, 12-25               |
| 13-01               | Vicenza-Palermo         | 3-1 | 25-20, 25-22, 22-25, 27-25        |

| Dodicesima giornata |                               |     |                                   |
|                     |                               |     |                                   |
| 20-01               | Reggio Calabria-Reggio Emilia | 3-2 | 25-23, 25-17, 19-25, 34-36, 21-19 |
| 20-01               | Ravenna-Palermo               | 3-2 | 23-25, 24-26, 26-24, 25-21, 15-12 |
| 19-01               | Bergamo-Imola                 | 3-0 | 25-18, 25-21, 25-15               |
| 20-01               | Modena-Firenze                | 3-0 | 25-18, 25-22, 25-20               |
| 19-01               | Novara-Perugia                | 3-0 | 25-22, 25-21, 25-22               |
| 20-01               | Jesi-Vicenza                  | 3-0 | 25-20, 25-23, 25-23               |

| Tredicesima giornata |                         |     |                                   |
|                      |                         |     |                                   |
| 27-01                | Palermo-Modena          | 1-3 | 26-24, 19-25, 19-25, 13-25        |
| 27-01                | Firenze-Reggio Calabria | 2-3 | 21-25, 25-16, 21-25, 25-21, 12-15 |
| 27-01                | Perugia-Ravenna         | 3-1 | 25-27, 25-14, 25-17, 25-18        |
| 26-01                | Reggio Emilia-Bergamo   | 1-3 | 21-25, 25-23, 21-25, 21-25        |
| 27-01                | Vicenza-Novara          | 3-0 | 26-24, 25-15, 25-20               |
| 27-01                | Imola-Jesi              | 0-3 | 17-25, 20-25, 22-25               |

| Quattordicesima giornata |                         |     |                                   |
|                          |                         |     |                                   |
| 02-02                    | Novara-Bergamo          | 3-2 | 25-22, 25-23, 31-33, 19-25, 26-24 |
| 02-02                    | Vicenza-Reggio Calabria | 3-0 | 25-16, 25-18, 25-22               |
| 03-02                    | Imola-Ravenna           | 1-3 | 25-21, 18-25, 16-25, 21-25        |
| 03-02                    | Jesi-Reggio Emilia      | 3-1 | 17-25, 25-22, 25-18, 25-13        |
| 03-02                    | Modena-Perugia          | 3-1 | 25-20, 25-22, 25-27, 48-46        |
| 05-02                    | Palermo-Firenze         | 3-0 | 25-19, 25-18, 25-19               |

| Quindicesima giornata |                         |     |                                   |
|                       |                         |     |                                   |
| 09-02                 | Ravenna-Novara          | 1-3 | 25-23, 24-26, 23-25, 27-29        |
| 10-02                 | Jesi-Palermo            | 1-3 | 25-19, 22-25, 17-25, 24-26        |
| 10-02                 | Bergamo-Modena          | 3-1 | 25-21, 25-21, 23-25, 25-23        |
| 10-02                 | Reggio Calabria-Perugia | 2-3 | 25-22, 21-25, 27-25, 20-25, 14-16 |
| 10-02                 | Reggio Emilia-Vicenza   | 3-1 | 25-18, 26-28, 25-19, 25-20        |
| 10-02                 | Firenze-Imola           | 0-3 | 9-25, 30-32, 20-25                |

| Sedicesima giornata |                         |     |                                   |
|                     |                         |     |                                   |
| 17-02               | Palermo-Reggio Calabria | 2-3 | 25-21, 15-25, 24-26, 25-18, 12-15 |
| 16-02               | Modena-Jesi             | 3-0 | 25-20, 29-27, 25-21               |
| 17-02               | Perugia-Reggio Emilia   | 3-0 | 25-19, 25-20, 25-14               |
| 17-02               | Firenze-Ravenna         | 3-0 | 25-16, 26-24, 25-16               |
| 17-02               | Vicenza-Bergamo         | 1-3 | 21-25, 25-27, 25-20, 20-25        |
| 17-02               | Imola-Novara            | 2-3 | 25-22, 25-20, 23-25, 17-25, 15-17 |

| Diciassettesima giornata |                       |     |                            |
|                          |                       |     |                            |
| 06-03                    | Ravenna-Vicenza       | 3-1 | 22-25, 25-22, 25-19, 25-19 |
| 06-03                    | Reggio Emilia-Modena  | 1-3 | 22-25, 19-25, 25-16, 14-25 |
| 03-03                    | Bergamo-Jesi          | 3-1 | 25-23, 28-26, 22-25, 25-19 |
| 03-03                    | Novara-Palermo        | 3-1 | 28-26, 17-25, 25-18, 25-23 |
| 03-03                    | Reggio Calabria-Imola | 3-1 | 25-18, 28-30, 30-28, 25-16 |
| 03-03                    | Perugia-Firenze       | 3-0 | 25-22, 28-26, 25-13        |

| Diciottesima giornata |                      |     |                                   |
|                       |                      |     |                                   |
| 09-03                 | Modena-Ravenna       | 3-0 | 25-19, 30-28, 25-20               |
| 10-03                 | Vicenza-Perugia      | 2-3 | 28-26, 17-25, 25-20, 17-25, 13-15 |
| 10-03                 | Jesi-Reggio Calabria | 3-0 | 25-23, 26-24, 25-16               |
| 09-03                 | Palermo-Bergamo      | 3-1 | 21-25, 25-19, 25-18, 29-27        |
| 10-03                 | Firenze-Novara       | 2-3 | 21-25, 16-25, 25-19, 26-24, 10-15 |
| 10-03                 | Imola-Reggio Emilia  | 3-1 | 25-20, 25-13, 21-25, 25-17        |

| Diciannovesima giornata |                         |     |                                  |
|                         |                         |     |                                  |
| 07-03                   | Reggio Calabria-Bergamo | 0-3 | 18-25, 19-25, 19-25              |
| 17-03                   | Novara-Modena           | 3-1 | 25-16, 12-25, 27-25, 25-11       |
| 17-03                   | Ravenna-Jesi            | 3-2 | 29-31, 28-30, 25-16, 25-18, 15-7 |
| 17-03                   | Vicenza-Imola           | 3-1 | 25-20, 25-20, 18-25, 25-18       |
| 17-03                   | Perugia-Palermo         | 3-1 | 25-18, 25-19, 17-25, 25-14       |
| 17-03                   | Reggio Emilia-Firenze   | 1-3 | 18-25, 25-23, 17-25, 21-25       |

| Ventesima giornata |                        |     |                            |
|                    |                        |     |                            |
| 24-03              | Bergamo-Ravenna        | 3-1 | 25-20, 22-25, 25-21, 25-18 |
| 24-03              | Modena-Reggio Calabria | 3-1 | 25-19, 23-25, 25-19, 25-21 |
| 24-03              | Jesi-Novara            | 3-0 | 25-20, 25-15, 25-20        |
| 24-03              | Firenze-Vicenza        | 0-3 | 17-25, 21-25, 18-25        |
| 24-03              | Imola-Perugia          | 1-3 | 18-25, 25-20, 18-25, 20-25 |
| 24-03              | Palermo-Reggio Emilia  | 3-1 | 25-23, 25-23, 23-25, 25-15 |

| Ventunesima giornata |                        |     |                                   |
|                      |                        |     |                                   |
| 30-03                | Reggio Calabria-Novara | 2-3 | 25-21, 22-25, 27-25, 24-26, 12-15 |
| 30-03                | Reggio Emilia-Ravenna  | 0-3 | 16-25, 18-25, 11-25               |
| 30-03                | Perugia-Bergamo        | 2-3 | 25-20, 23-25, 22-25, 25-20, 16-18 |
| 30-03                | Firenze-Jesi           | 3-0 | 25-10, 25-17, 25-16               |
| 30-03                | Vicenza-Modena         | 2-3 | 21-25, 25-19, 16-25, 27-25, 15-17 |
| 30-03                | Imola-Palermo          | 3-1 | 25-20, 21-25, 25-18, 25-17        |

| Ventiduesima giornata |                         |     |                                   |
|                       |                         |     |                                   |
| 07-04                 | Ravenna-Reggio Calabria | 3-1 | 25-20, 23-25, 25-23, 25-22        |
| 07-04                 | Bergamo-Firenze         | 1-3 | 27-25, 21-25, 21-25, 23-25        |
| 07-04                 | Novara-Reggio Emilia    | 3-0 | 25-18, 25-19, 31-29               |
| 07-04                 | Jesi-Perugia            | 3-2 | 25-17, 19-25, 25-22, 23-25, 15-8  |
| 07-04                 | Modena-Imola            | 3-0 | 25-15, 25-18, 25-18               |
| 07-04                 | Palermo-Vicenza         | 3-2 | 22-25, 25-22, 18-25, 25-16, 15-10 |

#### Classifica
| Pos. | Squadra                | Pt | G  | V  | P  | SV | SP | Ratio | PF    | PS    | Ratio |
| ---- | ---------------------- | -- | -- | -- | -- | -- | -- | ----- | ----- | ----- | ----- |
| 1.   | Bergamo                | 52 | 22 | 18 | 4  | 58 | 25 | 2.320 | 1 992 | 1 800 | 1.106 |
| 2.   | Modena                 | 50 | 22 | 17 | 5  | 58 | 27 | 2.148 | 2 042 | 1 829 | 1.116 |
| 3.   | AGIL                   | 47 | 22 | 17 | 5  | 54 | 30 | 1.800 | 1 943 | 1 846 | 1.052 |
| 4.   | Sirio Perugia          | 37 | 22 | 12 | 10 | 47 | 40 | 1.175 | 2 007 | 1 896 | 1.058 |
| 5.   | Olimpia Ravenna        | 35 | 22 | 14 | 8  | 47 | 43 | 1.093 | 1 997 | 1 981 | 1.008 |
| 6.   | Giannino Pieralisi     | 34 | 22 | 11 | 11 | 41 | 39 | 1.051 | 1 783 | 1 781 | 1.001 |
| 7.   | Vicenza                | 34 | 22 | 10 | 12 | 46 | 44 | 1.045 | 2 003 | 1 987 | 1.008 |
| 8.   | Virtus Reggio Calabria | 28 | 22 | 10 | 12 | 39 | 49 | 0.795 | 1 939 | 1 992 | 0.973 |
| 9.   | Palermo                | 26 | 22 | 8  | 14 | 40 | 49 | 0.816 | 1 918 | 2 005 | 0.956 |
| 10.  | Romanelli              | 24 | 22 | 7  | 15 | 30 | 48 | 0.625 | 1 716 | 1 800 | 0.953 |
| 11.  | Imola                  | 15 | 22 | 5  | 17 | 23 | 56 | 0.410 | 1 622 | 1 847 | 0.878 |
| 12.  | Reggio Emilia          | 14 | 22 | 3  | 19 | 28 | 61 | 0.459 | 1 848 | 2 046 | 0.903 |

| Qualificata ai play-off scudetto | Retrocessa in Serie A2 |

### Play-off scudetto

#### Tabellone
|  | Quarti di finale | Quarti di finale       | Quarti di finale | Quarti di finale | Quarti di finale |                 |         | Semifinali | Semifinali | Semifinali | Semifinali | Semifinali | Semifinali | Semifinali |  |  | Finali | Finali  | Finali | Finali | Finali | Finali | Finali |
|  |                  |                        |                  |                  |                  |                 |         |            |            |            |            |            |            |            |  |  |        |         |        |        |        |        |        |
|  | 1                | Bergamo                | 3                | 3                |                  |                 |         |            |            |            |            |            |            |            |  |  |        |         |        |        |        |        |        |
|  | 8                | Virtus Reggio Calabria | 1                | 1                |                  |                 |         |            |            |            |            |            |            |            |  |  |        |         |        |        |        |        |        |
|  | 8                | Virtus Reggio Calabria | 1                | 1                |                  | 1               | Bergamo | 3          | 3          |            |            |            |            |            |  |  |        |         |        |        |        |        |        |
|  |                  |                        |                  |                  |                  | 1               | Bergamo | 3          | 3          |            |            |            |            |            |  |  |        |         |        |        |        |        |        |
|  |                  | 4                      | Sirio Perugia    | 1                | 2                |                 |         |            |            |            |            |            |            |            |  |  |        |         |        |        |        |        |        |
|  | 5                | 4                      | Sirio Perugia    | 1                | 2                | Olimpia Ravenna | 0       | 1          |            |            |            |            |            |            |  |  |        |         |        |        |        |        |        |
|  | 5                |                        |                  |                  |                  | Olimpia Ravenna | 0       | 1          |            |            |            |            |            |            |  |  |        |         |        |        |        |        |        |
|  | 4                | Sirio Perugia          | 3                | 3                |                  |                 |         |            |            |            |            |            |            |            |  |  |        |         |        |        |        |        |        |
|  |                  |                        |                  |                  |                  |                 |         |            |            |            |            |            |            |            |  |  | 1      | Bergamo | 2      | 3      | 3      | 3      |        |
|  |                  |                        | 3                | AGIL             | 3                | 1               | 0       | 0          |            |            |            |            |            |            |  |  |        |         |        |        |        |        |        |
|  | 3                | AGIL                   | 3                | 0                | 3                |                 |         |            |            |            |            |            |            |            |  |  |        |         |        |        |        |        |        |
|  | 6                | Giannino Pieralisi     | 1                | 3                | 1                |                 |         |            |            |            |            |            |            |            |  |  |        |         |        |        |        |        |        |
|  | 6                | Giannino Pieralisi     | 1                | 3                | 1                |                 | 3       | AGIL       | 3          | 0          | 3          |            |            |            |  |  |        |         |        |        |        |        |        |
|  |                  |                        |                  |                  |                  |                 | 3       | AGIL       | 3          | 0          | 3          |            |            |            |  |  |        |         |        |        |        |        |        |
|  |                  | 7                      | Vicenza          | 2                | 3                | 2               |         |            |            |            |            |            |            |            |  |  |        |         |        |        |        |        |        |
|  | 7                | 7                      | Vicenza          | 2                | 3                | 2               | Vicenza | 3          | 3          |            |            |            |            |            |  |  |        |         |        |        |        |        |        |
|  | 7                |                        |                  |                  |                  |                 | Vicenza | 3          | 3          |            |            |            |            |            |  |  |        |         |        |        |        |        |        |
|  | 2                | Modena                 | 1                | 2                |                  |                 |         |            |            |            |            |            |            |            |  |  |        |         |        |        |        |        |        |

#### Risultati
| Quarti di finale |                         |     |                            |
|                  |                         |     |                            |
| 09-04            | Bergamo-Reggio Calabria | 3-1 | 25-22, 25-27, 25-19, 25-17 |
| 10-04            | Perugia-Ravenna         | 3-0 | 28-26, 29-27, 25-21        |
| 10-04            | Modena-Vicenza          | 1-3 | 23-25, 25-23, 20-25, 23-25 |
| 10-04            | Novara-Jesi             | 3-1 | 25-14, 22-25, 25-17, 25-23 |

| 13-04 | Reggio Calabria-Bergamo | 1-3 | 22-25, 17-25, 25-21, 23-25       |
| 14-04 | Ravenna-Perugia         | 1-3 | 25-18, 17-25, 23-25, 21-25       |
| 14-04 | Vicenza-Modena          | 3-2 | 25-17, 25-15, 17-25, 20-25, 15-8 |
| 13-04 | Jesi-Novara             | 3-0 | 28-26, 25-19, 25-14              |

| 17-04 | Novara-Jesi | 3-1 | 25-22, 21-25, 28-26, 25-15 |

| Semifinali |                 |     |                                   |
|            |                 |     |                                   |
| 21-04      | Bergamo-Perugia | 3-1 | 25-13, 17-25, 25-12, 25-14        |
| 20-04      | Novara-Vicenza  | 3-2 | 25-19, 29-31, 15-25, 25-21, 15-11 |

| 24-04 | Perugia-Bergamo | 2-3 | 25-21, 13-25, 25-16, 18-25, 9-15 |
| 24-04 | Vicenza-Novara  | 3-0 | 25-19, 25-22, 25-23              |

| 28-04 | Novara-Vicenza | 3-2 | 25-17, 25-22, 13-25, 18-25, 15-10 |

| Finale |                |     |                                   |
|        |                |     |                                   |
| 01-05  | Novara-Bergamo | 3-2 | 25-22, 21-25, 25-21, 18-25, 15-13 |
| 05-05  | Bergamo-Novara | 3-1 | 25-21, 25-20, 22-25, 25-18        |
| 09-05  | Bergamo-Novara | 3-0 | 25-15, 25-18, 25-18               |
| 12-05  | Novara-Bergamo | 0-3 | 23-25, 18-25, 10-25               |

### Play-off Coppa CEV

#### Tabellone
|  | Semifinali             | Semifinali             | Semifinali             | Semifinali | Semifinali |  |  | Finale             | Finale             | Finale | Finale | Finale |  |
|  |                        |                        |                        |            |            |  |  |                    |                    |        |        |        |  |
|  | Olimpia Ravenna        | Olimpia Ravenna        | Olimpia Ravenna        | 3          | 3          |  |  |                    |                    |        |        |        |  |
|  | Palermo                | Palermo                | Palermo                | 1          | 0          |  |  | Olimpia Ravenna    | Olimpia Ravenna    | 3      | 1      | 3      |  |
|  | Giannino Pieralisi     | Giannino Pieralisi     | Giannino Pieralisi     | 3          | 3          |  |  | Giannino Pieralisi | Giannino Pieralisi | 1      | 3      | 1      |  |
|  | Virtus Reggio Calabria | Virtus Reggio Calabria | Virtus Reggio Calabria | 2          | 1          |  |  |                    |                    |        |        |        |  |

#### Risultati
| Semifinali |                      |     |                                  |
|            |                      |     |                                  |
| 20-04      | Ravenna-Palermo      | 3-1 | 20-25, 25-12, 25-20, 25-23       |
| 20-04      | Jesi-Reggio Calabria | 3-2 | 25-22, 25-19, 21-25, 23-25, 15-6 |

| 24-04 | Palermo-Ravenna      | 0-3 | 23-25, 26-28, 15-25        |
| 24-04 | Reggio Calabria-Jesi | 1-3 | 25-23, 19-25, 13-25, 23-25 |

| Finale |              |     |                            |
|        |              |     |                            |
| 04-05  | Ravenna-Jesi | 3-1 | 25-18, 24-26, 25-22, 25-13 |
| 08-05  | Jesi-Ravenna | 3-1 | 25-17, 28-26, 23-25, 25-21 |
| 12-05  | Ravenna-Jesi | 3-1 | 25-12, 25-17, 26-28, 25-17 |

## Verdetti
- Bergamo Campione d'Italia 2001-02 e qualificata alla Champions League 2002-03.
- Modena qualificata alla Champions League 2002-03.
- AGIL,  Olimpia Ravenna e  Sirio Perugia qualificate alla Coppa CEV 2002-03.
- Imola e  Reggio Emilia retrocesse in Serie A2 2002-03.

## Statistiche
| Rendimento individuale | Rendimento individuale | Rendimento individuale | Rendimento individuale |
| Pos.                   | Nome                   | Punti                  | Squadra                |
| ---------------------- | ---------------------- | ---------------------- | ---------------------- |
| 1                      | Taismary Agüero        | 510                    | Sirio Perugia          |
| 2                      | Vania Beccaria         | 437                    | Reggio Emilia          |
| 3                      | Virginie De Carne      | 433                    | Olimpia Ravenna        |
| 4                      | Henriëtte Weersing     | 428                    | Giannino Pieralisi     |
| 5                      | Antonina Zetova        | 424                    | Modena                 |
| 6                      | Elisa Togut            | 405                    | Vicenza                |
| 7                      | Nataša Osmokrović      | 388                    | AGIL                   |
| 8                      | Małgorzata Glinka      | 387                    | Vicenza                |
| 9                      | Carmen Țurlea          | 364                    | Bergamo                |
| 10                     | Tat'jana Men'šova      | 356                    | Palermo                |

| Attacchi vincenti | Attacchi vincenti  | Attacchi vincenti | Attacchi vincenti  |
| Pos.              | Nome               | Punti             | Squadra            |
| ----------------- | ------------------ | ----------------- | ------------------ |
| 1                 | Taismary Agüero    | 446               | Sirio Perugia      |
| 2                 | Vania Beccaria     | 484               | Reggio Emilia      |
| 3                 | Henriëtte Weersing | 376               | Giannino Pieralisi |
| 4                 | Antonina Zetova    | 373               | Modena             |
| 5                 | Virginie De Carne  | 349               | Olimpia Ravenna    |
| 6                 | Elisa Togut        | 348               | Vicenza            |
| 7                 | Małgorzata Glinka  | 333               | Vicenza            |
| 8                 | Nataša Osmokrović  | 327               | AGIL               |
| 9                 | Carmen Țurlea      | 316               | Bergamo            |
| 10                | Tat'jana Men'šova  | 314               | Palermo            |

| Muri vincenti | Muri vincenti       | Muri vincenti | Muri vincenti          |
| Pos.          | Nome                | Punti         | Squadra                |
| ------------- | ------------------- | ------------- | ---------------------- |
| 1             | Simona Gioli        | 72            | Reggio Emilia          |
| 1             | Paola Paggi         | 72            | Vicenza                |
| 3             | Marcela Ritschelová | 71            | Bergamo                |
| 3             | Francien Huurman    | 71            | Imola                  |
| 3             | Micaela Vecerkova   | 71            | Palermo                |
| 6             | Anna Vania Mello    | 70            | Bergamo                |
| 7             | Manuela Leggeri     | 67            | Modena                 |
| 8             | Elisa Galastri      | 66            | Virtus Reggio Calabria |
| 9             | Jenny Barazza       | 60            | Romanelli              |
| 9             | Angelina Grün       | 60            | Modena                 |

| Battute vincenti | Battute vincenti         | Battute vincenti | Battute vincenti       |
| Pos.             | Nome                     | Punti            | Squadra                |
| ---------------- | ------------------------ | ---------------- | ---------------------- |
| 1                | Virginie De Carne        | 47               | Olimpia Ravenna        |
| 2                | Taismary Agüero          | 38               | Sirio Perugia          |
| 3                | Angelina Grün            | 32               | Modena                 |
| 4                | Maria del Rosario Romanò | 24               | Virtus Reggio Calabria |
| 5                | Elena Batuchtina         | 20               | Virtus Reggio Calabria |
| 6                | Sylvia Roll              | 19               | Giannino Pieralisi     |
| 7                | Elena Čebukina           | 18               | Sirio Perugia          |
| 7                | Francien Huurman         | 18               | Imola                  |
| 7                | Elisa Togut              | 18               | Vicenza                |
| 10               | Qui He                   | 17               | AGIL                   |
| 10               | Jelena Nikolić           | 17               | Reggio Emilia          |
| 10               | Nataša Osmokrović        | 17               | AGIL                   |
| 10               | Małgorzata Glinka        | 17               | Vicenza                |

| Ricezioni perfette | Ricezioni perfette   | Ricezioni perfette | Ricezioni perfette |
| Pos.               | Nome                 | Punti              | Squadra            |
| ------------------ | -------------------- | ------------------ | ------------------ |
| 1                  | Nataša Osmokrović    | 353                | AGIL               |
| 2                  | Simona Rinieri       | 345                | Olimpia Ravenna    |
| 3                  | Paola Cardullo       | 313                | AGIL               |
| 4                  | Dorota Świeniewicz   | 301                | Sirio Perugia      |
| 5                  | Dan Wu               | 300                | Bergamo            |
| 6                  | Carolina Costagrande | 281                | Giannino Pieralisi |
| 7                  | Mirela Sesti         | 275                | Palermo            |
| 8                  | Emanuela Pernici     | 271                | Imola              |
| 8                  | Stacy Sykora         | 271                | Olimpia Ravenna    |
| 10                 | Francesca Piccinini  | 259                | Bergamo            |

NB: I dati sono riferiti esclusivamente alla regular season.